# Ligue nord-américaine de hockey
Ne doit pas être confondu avec North American Hockey League (homonymie).
La Ligue nord-américaine de hockey (LNAH) est une ligue de hockey sur glace fondée en 1996 au Québec.
Elle possède son propre canal de webdiffusion depuis la saison 2018-2019.

## Historique
La ligue est créée en 1996 à la suite de la fusion de deux ligues : la Ligue senior majeure du Québec qui évoluait dans la région de Montréal et de l'Estrie et la Ligue de hockey semi-professionnelle du Québec qui portait avant la saison 1995-1996 le nom de Ligue senior de la Mauricie.
À la suite de la fusion la ligue conserve alors le nom de la Ligue de hockey semi-professionnelle du Québec (LHSPQ) et comprend treize équipes : le Blizzard de Saint-Gabriel, les Dinosaures de Sorel, les Dragons du Haut-Richelieu, les Rapides de Lachute, le Nova d'Acton Vale et le 94 de Waterloo qui proviennent de la ligue senior majeur, puis le Grand Portneuf de Pont-Rouge, les Gladiateurs de ville des Laurentides, les Jets de Louiseville, qui eux, proviennent de l'ancienne LHSPQ. 
Lors de la fusion, quatre nouvelles concessions se joignent à la ligue, soit les Chacals de la Rive-Sud, les Voyageurs de Vanier, les Papetiers de Windsor et les Coyotes de Thetford Mines. De ces treize équipes seulement deux villes ont encore une concession dans la ligue, soit Sorel et Thetford Mines. Depuis le début de la ligue, 32 villes québécoises au total ont eu l'occasion d'accueillir une concession de la LHSPQ.
Mario Deguise, ex-président de Hockey Québec, a été le président fondateur de la LHSPQ. Il est demeuré en poste durant deux saisons avant de céder sa place à Serge Leveillée pour les deux années suivantes. Denis Courville prit ensuite la direction de la ligue durant la majeure partie de la saison 2000-2001. Au mois d'avril 2001, Michel Gaudette, ancien gouverneur du Laser de Saint-Hyacinthe de la Ligue de hockey junior majeur du Québec et ancien président de la Ligue de hockey junior AAA du Québec, lui succède. Ce dernier est encore en poste au début de la saison 2007-2008. 
Le but de la ligue est de permettre à un plus grand nombre de joueurs québécois issus des niveaux professionnel, junior majeur, universitaire, junior AAA et Midget AAA de pouvoir jouer dans leur région sans avoir à s'expatrier vers les États-Unis ou en Europe pour continuer leur carrière. Cette ligue préconise un style de jeu ressemblant à ce qui était vu dans les années 1970 dans la Ligue nationale de hockey, c'est-à-dire un style robuste avec de solides mises en échec et où l'on peut voir fréquemment de furieux combats entre joueurs. Bien qu'au fil des ans la ligue gagne en popularité, elle perdra plusieurs équipes qui seront forcées de cesser leurs activités en raison de difficultés financières.

### LHSPQ
À sa seconde saison, la LHSPQ passe de treize à quatorze équipes. La franchise de Louiseville est dissoute, mais deux clubs se joignent à la ligue, soit les Aztèques d'Asbestos et les Condors de Jonquière. Trois concessions sont relocalisées dans une autre ville, ainsi les Voyageurs de Vanier deviennent les As de Québec, les Gladiateurs de Ville des Laurentides deviennent les Chiefs de Sainte-Thérèse et le 94 de Waterloo est désormais connu sous le nom du Blitz de Granby. Finalement les Dragons du Haut-Richelieu restent en place mais changent leur nom pour celui des Dragons d'Iberville. Pour la nouvelle saison, la LHSPQ ajoute également deux rencontres au calendrier, le faisant ainsi passer de 36 à 38 matchs par équipe.
La saison 1998-1999 n'est pas en reste face aux changements de la saison précédente. La LHSPQ se voit privée des As de Québec pour la saison dû à une suspension et quatre autres équipes doivent déménager. Le Blizzard de Saint-Gabriel est transféré à Joliette, Sainte-Thèrèse passe à Laval, Iberville part pour Saint-Laurent et finalement les Chacals de la Rive-Sud deviennent le Garaga de Saint-Georges. Les dirigeants de la Ligue décident également de ramener le nombre de rencontres à 36.
En 1999-2000, la ligue revient à 14 formations avec le rétablissement de la franchise de Québec. Cependant ceux-ci déménagent et deviennent alors le Caron & Guay de Beaupré. Autre déménagement, celui de Lachute qui devient les Rapides de LaSalle. La LHSPQ modifie encore une fois son calendrier et revient à 38 matchs.
Outre le fait que la ligue augmente le nombre de rencontres à 44, aucun changement n'est apporté lors de la saison 2000-2001.
Le Promutuel de Rivière-du-Loup fait son apparition en 2001-2002 et porte à 15 le nombre d'équipes évoluant dans la ligue, ce qui constitue alors un record. La franchise du Caron & Guay déménage à Charlesbourg, Saint-Laurent devient les Dragons de Verdun et le Nova d'Acton Vale, quant à lui, est transféré et prend le nom du Cousin de Saint-Hyacinthe. 
En 2002-2003, le Mission de Joliette déménage à Saint-Jean-sur-le-Richelieu. Un nouveau commanditaire et une fusion municipale font naître le Paramédic de Saguenay à partir des Condors de Jonquière.

### LHSMQ
La ligue change de nom en 2003 et prend celui de Ligue de hockey senior majeur du Québec. Ils établissent le nombre de matchs par saison à 50. Deux équipes disparaissent en raison de problèmes financiers, le Rapides de LaSalle et les Aztèques d'Asbestos. L'équipe de Québec est vendue et renommée le Radio-X de Québec. Léo-Guy Morrisette devient propriétaire d'un nouvelle franchises, les Vikings de Trois-Rivières, ce qui porte le nombre d'équipes à 14. Un remaniement des divisions est alors effectué et on retrouve donc deux divisions de sept équipes chacune. De plus l'équipe de Windsor est relocalisée et devient le Saint-François de Sherbrooke.
La saison suivante, la ligue devient professionnelle et change de nom pour devenir la Ligue nord-américaine de hockey.

### LNAH

Ancien logo de la LNAH.

#### Saison 2004-2005
Au début de la saison 2004-2005, seulement 10 formations étaient encore en activité dans la « nouvelle » ligue, soit le Radio X de Québec, le Mission de Sorel-Tracy, le Saint-François de Sherbrooke, le Prolab de Thetford Mines, les Dragons de Verdun, le Garaga de Saint-Georges, le Cousin de Saint-Hyacinthe, le Caron et Guay de Trois-Rivières, les Chiefs de Laval et le Fjord de Saguenay. Cependant, après seulement 24 matchs, l'équipe du Saguenay fait faillite. La ligue sort gagnante de la saison de lock-out que connut à ce moment la LNH, ayant réussi à faire signer des contrats à certains joueurs de la LNH.

#### Saison 2005-2006
La LNAH commença la saison 2005-2006 avec seulement neuf formations, et le Cousin de St-Hyacinthe changea de nom pour devenir le Cristal.

#### Saison 2006-2007
À l'aube de la saison 2006-2007, le Cristal de St-Hyacinthe changea encore une fois de nom pour devenir le Top Design. Les Dragons de Verdun-Montréal furent dissous et les Chiefs de Laval relocalisés à Saint-Jean-sur-Richelieu pour devenir les Summums-Chief.

#### Saison 2008-2009
Au début de la saison 2008-2009, un total de 10 équipes compose la LNAH, mais seulement 9 ont participé à la saison, à cause de la suspension de la franchise de Sorel-Tracy. Le Radio X de Québec déménage à Pont-Rouge et devient le Loïs Jeans et les Summums-Chiefs de St-Jean-sur-Richelieu sont achetés par le 98.3 FM de Saguenay et y déménagent. Le 98.3 FM, qui évoluait dans la Ligue Centrale de Hockey Senior AAA du Québec (LCH), passa de celle-ci à la LNAH. Également en 2008, à la suite du retrait du commanditaire du Top Design de St-Hyacinthe pour des raisons de santé, l'organisation change de nom pour devenir les Chiefs de St-Hyacinthe. Le 23 janvier 2009, le Poutrelles Delta de Sainte-Marie annonce qu'ils se retire de la ligue.

#### Saison 2009-2010
Au printemps 2009, les Chiefs de St-Hyacinthe sont dissous. Les autres équipes restent en place et sept équipes composent alors la LNAH : Pont-Rouge, Thetford-Mines, St-Georges, Trois-Rivières, Rivière-du-Loup, Saguenay et Sherbrooke. Le 11 février, les Lois Jeans de Pont-Rouge sont exclus des activités de la ligue, pour défaut de paiement.

#### Saison 2010-2011
Au printemps 2010, une nouvelle franchise s'ajoute à la LNAH. En effet, la ville de Sorel-Tracy revient dans la LNAH après deux saisons d'absence. Puisque la franchise de Pont-Rouge avait été dissoute, la liste de joueurs qui appartenait à cette équipe a été donnée au GCI de Sorel-Tracy. Le CIMT de Rivière-du-Loup change de nom pour devenir les 3L de Rivière-du-Loup et le CRS Express de Saint-Georges devient le Cool FM 103,5 de Saint-Georges.

#### Saison 2011-2012
À nouveau, la ligue compte sept formations. Le GCI de Sorel-Tracy devient le HC Carvena de Sorel-Tracy et le Saint-François de Sherbrooke est vendu, puis déménage et devient le Wild de Windsor,.

#### Saison 2012-2013
Pour une première fois, une équipe de la LNAH s'installe à l'extérieur de la province de Québec. En effet, le Wild de Windsor est vendu, puis déménage à Cornwall en Ontario. L'équipe porte le nom des Riverkings de Cornwall.

#### Saison 2013-2014
La LNAH prend de l'expansion alors qu'une huitième formation s'ajoute à la ligue. La nouvelle franchise est située à Valleyfield et porte le nom des Braves de Valleyfield. L'équipe ne dispute cependant que onze rencontres avant d'être transféré à Laval pour devenir les Braves de Laval. Le HC Carvena de Sorel-Tracy change de nom et devient les Éperviers de Sorel-Tracy et le Caron et Guay de Trois-Rivières change de nom et devient le Viking de Trois-Rivières.

#### Saison 2014-2015
Durant la saison morte, le Groupe Vertdure s’associe à la LNAH en donnant son nom au trophée du championnat des séries éliminatoires. La formation de Laval délaisse le nom des Braves pour prendre celui des Prédateurs de Laval. À Cornwal, malgré le pessimisme du propriétaire, l'équipe prend part à la saison qui commence avec huit équipes.

## Joueurs
Certains ont réussi à dépasser la barre des 500 points au cours de leur carrière dans la LNAH. Le tableau ci-dessous présente ces joueurs ; les équipes inscrites sont celles où ils jouaient au moment d'atteindre les 500 points.
| Joueur              | Équipe                          | S  | PJ  | B   | A   | Pts  | Gardien adverse                       | Date              |
| ------------------- | ------------------------------- | -- | --- | --- | --- | ---- | ------------------------------------- | ----------------- |
| Kévin Cloutier      | CRS Express de Saint-Georges    | 18 | 690 | 343 | 667 | 1010 | David Guerrera (Saguenay)             | 26 février 2010   |
| Mathieu Benoît      | Mission de Sorel-Tracy          | 11 | 505 | 310 | 435 | 745  | Daniel Boisclair (Saint-Georges)      | 13 décembre 2007  |
| Marco Charpentier   | Éperviers Sorel-Tracy           | 11 | 439 | 312 | 387 | 699  | Louis Ménard (Rivière-du-Loup         | 19 décembre 2014  |
| Christian Deschênes | HC Carvena de Sorel-Tracy       | 17 | 570 | 239 | 446 | 685  | filet désert (Trois-Rivières)         | 13 janvier 2012   |
| Simon Laliberté     | Caron et Guay de Trois-Rivières | 15 | 488 | 229 | 435 | 664  | Francis Gourdeau (Rivière-du-Loup)    | 7 mars 2010       |
| Martin Duval        | Cousin de Saint-Hyacinthe       | 10 | 402 | 250 | 411 | 661  | Chris Farion (Granby)                 | 24 octobre 2003   |
| Yann Joseph         | Viking Trois-Rivières           | 18 | 565 | 170 | 477 | 657  | P-Olivier Lemieux (Rivière-du-loup)   | 31 janvier 2014   |
| Yannick Landry      | CIMT de Rivière-du-Loup         | 12 | 547 | 219 | 432 | 651  | Olivier Michaud (Thetford Mines)      | 29 janvier 2010   |
| Dominic Chiasson    | Marquis de Saguenay             | 13 | 504 | 303 | 341 | 644  | Martin Houle (Rivière-du-Loup)        | 13 novembre 2010  |
| Yannick Tremblay    | Saint-François de Sherbrooke    | 12 | 489 | 255 | 356 | 611  | Frédéric Deschênes (Saint-Georges)    | 10 décembre 2010  |
| Claude Morin        | Radio X de Québec               | 8  | 381 | 206 | 391 | 597  | Jean-François Racine (Sherbrooke)     | 22 décembre 2007  |
| Grégory Dupré       | Éperviers Sorel-Tracy           | 13 | 538 | 244 | 344 | 588  | Marco Cousineau (Trois-Rivières       | 25 octobre 2013   |
| Hugues Laliberté    | Cousin de Saint-Hyacinthe       | 11 | 344 | 219 | 351 | 570  | Jean-François Laniel (Trois-Rivières) | 19 décembre 2003  |
| David Saint-Pierre  | Mission de Sorel-Tracy          | 8  | 354 | 191 | 379 | 570  | Jonathan Pelletier (Saint-Hyacinthe)  | 4 novembre 2007   |
| Dominic Maltais     | Saint-François de Sherbrooke    | 10 | 388 | 236 | 314 | 550  | Maxime Gingras (Trois-Rivières)       | 27 septembre 2008 |
| Frédéric Vermette   | Garaga de Saint-Georges         | 10 | 341 | 217 | 328 | 545  | Dany Lavoie (Rivière-du-Loup)         | 17 octobre 2003   |
| Denis Paul          | Chiefs de Laval                 | 7  | 260 | 204 | 314 | 518  | Hugo Hamelin (Granby)                 | 16 février 2003   |
| Christian Sbrocca   | Mission de Sorel-Tracy          | 9  | 319 | 169 | 341 | 510  | Maxime Gingras (Trois-Rivières)       | 16 mars 2007      |

## Équipes

### Équipes actuelles
| Équipe                         | Ville           | Aréna                                         | Capacité | Première saison |
| ------------------------------ | --------------- | --------------------------------------------- | -------- | --------------- |
| Marquis de Jonquière           | Saguenay        | Palais des Sports de Saguenay                 | 3 220    | 2008-2009       |
| 3L de Rivière-du-Loup          | Rivière-du-Loup | Centre Premier Tech                           | 3 500    | 2008-2009       |
| Cool FM 103,5 de Saint-Georges | Saint-Georges   | Centre sportif Lacroix-Dutil                  | 2 975    | 1998-1999       |
| Éperviers de Sorel-Tracy       | Sorel-Tracy     | Colisée Cardin                                | 3 037    | 2010-2011       |
| Assurancia de Thetford         | Thetford Mines  | Centre Mario-Gosselin                         | 2 800    | 1996-1997       |
| Pétroliers de Laval            | Laval           | Colisée de Laval                              | 3 609    | 2018-2019       |
| Bataillon de Saint-Hyacinthe   | Saint-Hyacinthe | Stade Louis-Philippe-Gaucher                  | 2 000    | 2024-2025       |
| National de Québec             | Québec          | Complexe Sportif Bonair de L’Ancienne-Lorette | 2 000    | 2024-2025       |

### Anciennes équipes
Depuis la création de la ligue, plusieurs équipes déménagèrent où se virent attribuer un nom différent dû à un nouveau commanditaire. Ainsi certaines équipes vécurent longtemps et d'autres moins, voire une seule saison dans certains cas.

## Récompenses

### Trophées
Cette section présente l'ensemble des trophées remis aux joueurs et personnalités de la ligue
| Trophée                                                             | Création | Disparition |
| ------------------------------------------------------------------- | -------- | ----------- |
| Trophée Claude Larose Joueur le plus utile à son équipe             | 1996     | -           |
| Trophée Éric Messier Meilleur défenseur                             | 1996     | -           |
| Trophée Guy Lafleur Meilleur marqueur                               | 1996     | -           |
| Trophée Maurice Richard Meilleur buteur                             | 1996     | -           |
| Trophée Gaston Gagné Meilleur directeur-gérant                      | 2016     | -           |
| Trophée Serge Léveillée Meilleur entraîneur                         | 1996     | -           |
| Trophée Jonathan Delisle Joueur démontrant le meilleur Leadership   | 2006     | -           |
| Trophée Mario Deguise Joueur le plus utile des séries éliminatoires | 1996     | -           |
| Trophée du meilleur gardien de but                                  | 1996     | -           |
| Trophée du joueur le plus gentilhomme                               | 1999     | -           |
| Trophée de la recrue offensive                                      | 1998     | -           |
| Trophée de la recrue défensive                                      | 2000     | -           |
| Trophée Gaston Gagné Avancement de sa cause et de la ligue          | 2004     | 2012        |

| Trophée                                                                   | Création | Disparition |
| ------------------------------------------------------------------------- | -------- | ----------- |
| Coupe du Commissaire Équipe de la saison régulière avec le plus de points | 1996     | -           |
| Trophée Mario Deguise Champion de l'Ouest                                 | 1996     | 2004        |
| Trophée de la Division Centrale Champion de la Division Centrale          | 1996     | 1999        |
| Trophée Serge Léveillée Champion de l'Est                                 | 1996     | 2004        |
| Trophée Gilles Lefebvre Meilleure organisation de la ligue                | 1996     | 2010        |
| Coupe Gilles-Rousseau Vainqueur des séries                                | 1996     | -           |

## Champions de la Coupe Gilles-Rousseau
Depuis 2025 le vainqueur des séries éliminatoires se voit remettre la Gilles-Rousseau en l'honneur du bâtisseur du même nom. La coupe a déjà porté les noms de Coupe Évirum (2024) Coupe Vertdure (2015-2023), Coupe Canam (2011-2014) et Coupe Futura (1996-2010).
| Saison    | Vainqueur                                 |
| --------- | ----------------------------------------- |
| 1996-1997 | Blizzard de Saint-Gabriel                 |
| 1997-1998 | Rapides de Lachute                        |
| 1998-1999 | Blizzard de Joliette                      |
| 1999-2000 | Rapides de LaSalle                        |
| 2000-2001 | Mission de Joliette                       |
| 2001-2002 | Chiefs de Laval                           |
| 2002-2003 | Chiefs de Laval                           |
| 2003-2004 | Dragons de Verdun                         |
| 2004-2005 | Radio X de Québec                         |
| 2005-2006 | Saint-François de Sherbrooke              |
| 2006-2007 | Summum-Chiefs de Saint-Jean-sur-Richelieu |
| 2007-2008 | Caron et Guay de Trois-Rivières           |
| 2008-2009 | Lois Jeans de Pont-Rouge                  |
| 2009-2010 | CRS Express de Saint-Georges              |
| 2010-2011 | Saint-François de Sherbrooke              |
| 2011-2012 | Isothermic de Thetford Mines              |
| 2012-2013 | Marquis de Jonquière                      |
| 2013-2014 | Marquis de Jonquière                      |
| 2014-2015 | Isothermic de Thetford Mines              |
| 2015-2016 | 3L de Rivière-du-Loup                     |
| 2016-2017 | Marquis de Jonquière                      |
| 2017-2018 | Éperviers de Sorel-Tracy                  |
| 2018-2019 | Éperviers de Sorel-Tracy                  |
| 2019-2020 | Pas de séries en raison de la Covid-19    |
| 2020-2021 | Pas de saison en raison de la Covid-19    |
| 2021-2022 | Assurancia de Thetford                    |
| 2022-2023 | Cool FM 103,5 de Saint-Georges            |
| 2023-2024 | Assurancia de Thetford                    |